# بوتارل
بوتارل (به اسپانیایی: Botarell) یک منطقهٔ مسکونی در اسپانیا است که در بایش کمپ واقع شده‌است. بوتارل ۱۲٫۰ کیلومتر مربع مساحت دارد.